# Deux Hot Dogs Moutarde Chou
Deux Hot Dogs Moutarde Chou är Les Georges Leningrads debutalbum. Albumet släpptes den 10 maj 2004. 

## Låtlista
1. Ma Rebboh
2. Lollipoplady
3. Bad Smells
4. Georges Fire
5. La Chinne
6. Didi Extra
7. Prince Rebboh
8. Wunderkind
9. Un Impermeable (Mouille des Deux Cotes)
10. Cocktail Vampire
11. Constantinople (Residents cover)